# Delo (Ford Madox Brown)
Delo (1852–1865) je slika Forda Madoxa Browna, ki na splošno velja za njegov najpomembnejši dosežek. Obstaja v dveh različicah. Slika poskuša dobesedno in analitično prikazati celoto viktorijanskega družbenega sistema in prehod iz ruralnega v urbano gospodarstvo. Brown je začel slikati leta 1852 in jo dokončal leta 1865, ko je postavil posebno razstavo, da bi jo prikazal skupaj z nekaterimi drugimi svojimi deli. Napisal je podroben katalog, v katerem je pojasnil pomen slike.
Sliko je naročil Thomas Plint, znani zbiralec prerafaelitske umetnosti, ki je umrl, preden je bila dokončana. Druga različica, manjša s 684 × 990 mm, je bila naročena leta 1859 in dokončana leta 1863. Zdaj je v Birminghamskem muzeju in umetniški galeriji. Zelo je podobna, čeprav pri dami z modrim senčnikom obraz Marie Leathart, komisarjeve žene, nadomesti obraz gospe Brown v različici iz Manchestra.
Slika prikazuje skupino tako imenovanih navvijev, ki razkopavajo cesto za izgradnjo predora. Običajno se domneva, da je bil to del razširitve londonskega kanalizacijskega sistema, ki so ga izvajali za boj proti nevarnosti tifusa in kolere. V središču slike so delavci. Na obeh straneh so posamezniki, ki so bodisi brezposelni ali pa predstavljajo ležerne sloje. Za delavci sta dva bogataša na konjih, katerih napredovanje po cesti je bilo ustavljeno zaradi izkopavanj.
Na sliki je upodobljena tudi volilna kampanja, o čemer pričajo plakati in ljudje, ki nosijo sendvič table z imenom kandidata Bobusa. Na morebitno prisotnost vlomilca opozarja tudi plakat.
Prizorišče je natančna upodobitev The Mount na ulici Heath v Hampsteadu v Londonu, kjer se stranska cesta dviga nad glavno cesto in teče ob njej. Brown je leta 1852 podrobno preučil lokacijo.

## Ozadje in vplivi
Brown je pojasnil, da je nameraval dokazati, da bi lahko bil sodobni britanski delavec tako primeren subjekt za umetnost kot domnevno bolj slikovit italijanski lazarone (dobesedno 'mafija', ki se uporablja za označevanje uličarjev v Neaplju). Sliko je postavil na Heath Street v Hampsteadu, ki jo je podrobno preučil. Hampstead je bil takrat bogato območje na obrobju Londona, ki se je hitro širilo. Tudi o razvoju novih kanalizacijskih in drenažnih sistemov v mestu se je v tisku na veliko razpravljalo kot o dejavniku modernizacije. Lik Bobus se v spisih Thomasa Carlyla pojavlja kot utelešenje pokvarjenega poslovneža, ki uporablja svoj denar, da se trži kot politik.
Brownov glavni umetniški vzor je bilo delo Williama Hogartha, zlasti njegove slike Humours of an Election ter njegove grafike Beer Street in Gin Lane. Slike o volitvah so prikazovale vitalnost in pokvarjenost britanske družbe, medtem ko so grafike postavljale kontrast med revščino in blaginjo. Med delom na sliki je Brown ustanovil klub Hogarth, da bi povezal umetnike, ki so se imeli za Hogarthove oboževalce in sledilce.
Rustikalni vidiki kompozicije se opirajo na ustaljeno tradicijo slikovitega, ki jo poosebljajo dela umetnikov, kot sta John Constable in William Collins. Satirični in kritični vidiki Hogarthovega sloga delujejo v tandemu z Brownovim prerafaelitizmom, z njegovo intenzivno osredotočenostjo na zapletenost slikovne površine v nasprotujočih si podrobnostih. Ta podoba potencialno nasilnega in pretresljivega spopada je postavljena v nasprotje z družbeno harmonijo in spoštljivostjo, ki jo pooseblja slikovita tradicija.

## Liki in dejanja

### Delavci
Glavna figura mladega delavca odmetava zemljo s ploščadi, ki visi v luknji, na velik kup za njim. Pod njim v podzemnem jašku drug delavec koplje zemljo in jo z lopato odlaga na ploščad. Viden je le v obliki roke in lopate, ki se pojavljata iz luknje. Desno od njega je videti starejšo navvyo, ki z lopato odmetava nepresejano apno v sito. Fin prah se nabira v kupčku na levi.
Apno naj bi uporabili za izdelavo malte, ki jo mešajo druge navvije na desni strani sestave. Hodcarrier, viden za glavno navvy, prenaša opeke navzdol v luknjo. List, ki lebdi pred njim, je izvod verskega traktata, ki mu ga je izročila gospa z modrim pokrivalom na levi, ki poskuša evangelizirati navvy. Nosi izvode traktata z naslovom The Hodman's Haven ali Drink for Thirsty Souls. Sklicevanje na 'pijačo' v naslovu odraža nastanek gibanja za zmernost. Navvy na desni, ki žge pivo, poudarja njihovo zavračanje trezvenjaštva. Ženska pred evangelistom predstavlja plemenit glamur – modno damo, katere edina »naloga« je videti lepa.
Raztrgani lik na levi pred modno damo predstavlja nasprotni konec družbene lestvice: potujočo prodajalko čičerike, ki živi v hiški na Flower and Dean Street v Whitechapelu, najbolj razvpitem kriminaliziranem predelu Londona tistega časa. Je urbani delavec, ki je s podeželja pridobival rože, trstičje in male živali za prodajo v središču mesta. Takšni delavci so bili opisani v knjigi Henryja Mayhewa London Labor and the London Poor. Brownov katalog opisuje lik v Delu kot moškega »ženstvene nežnosti«, ki pa ga prizadene paranoja. Moška glava je prekrita s slamo, katere nošenje je v umetnosti pogosto simbol norosti.
Vse te figure gredo mimo delavcev po ozki poti, ki jih pripelje do presejanega apnenega prahu, jedkega, ki simbolizira očiščevalni napad na njihovo samozadovoljno zavračanje koristnega dela.
V središču kompozicije je pred kratkim v mesto priseljeni podeželan, prepoznaven po podeželski obleki. V rokah drži kozarec in pije pivo, ki mu ga je priskrbel moški v rdečem telovniku, ki naj bi bil »izbijač«, zaposlen v lokalnem lokalu. Kostum prodajalca piva vključuje primerke poceni brummagem nakita. Njegova podoba – vključno z izvodom The Timesa pod pazduho – je pastiš gentlemana-flaneurja. Moška za njim sta uvožena irska delavca, prepoznavna po noši. Na ta vidik slike neposredno vpliva Hogarthova ulica piva.
V ospredju je skupina razcapanih otrok, ki so pred kratkim preživeli izgubo, kar dokazuje črn trak na otrokovi roki. Kot pravi Brown v svojem opisu, njihov status ragamuffina nakazuje, da je umrla njihova mati. Najstarejši otrok, oblečen v zanj prestara izposojena oblačila, poskuša obvladati svojeglavega bratca, ki se igra s samokolnico navvy. Mlajše dekle sesa korenček namesto lutke in gleda v luknjo, ki so jo naredili delavci. Njihov hišni pes mešanec izziva hišnega ljubljenčka modne dame, saj, piše Brown, sovraži »minione aristokracije v suknjičih«. Osrednje mesto v kompoziciji zavzema dojenček, ki se izzivalno ozira proti gledalcu. Brownov opis poudari ta izziv tako, da nenadoma preide iz prvoosebne pripovedi v drugo osebo – govori s svojo izmišljeno modno damo o nevarnem položaju obubožanih otrok.
Na nasipu med zgornjo in spodnjo cesto v nelagodnih držah spi skupina brezposelnih podeželskih delavcev. Čez ograjo, ki ločuje produktivne od neproduktivnih figur v kompoziciji, visi kosa, ovita z varovalno vrvjo. Irski par ob drevesu hrani svojega otroka z kašo, medtem ko starejši moški stoji ob drevesu in je videti užaljen. Ta vidik slike spominja na Carlyleovo razpravo o brezposelnih irskih migrantih v njegovi knjigi Past and Present.
Pod temi figurami na cesti je mogoče videti otroke, ki se igrajo, medtem ko elegantni pari in nosilci sendvič plošč tavajo po s soncem obsijani spodnji ulici. Skrajno desno policist potiska prodajalko pomaranč, ki svojo košaro naslanja na stebriček (tehnično nezakonito, saj postavlja trgovino).

### Intelektualci
Na desni delavce opazujeta dva intelektualca, ki »navidez brez dela delata«. V svojih mislih so opisani kot delavci, v drugih pa kot »vzrok za dobro urejeno delo«. Pravzaprav sta to portreta Thomasa Carlyla in F. D. Mauricea. Slednji je bil utemeljitelj krščanskega socializma; ustanovil je delavske izobraževalne ustanove, za katere je delal Brown. Carlyle je bil glavni navdih za sliko. Njegovi knjigi Past and Present in Latter-Day Pamphlets sta kritizirali gospodarski sistem laissez faire in politično korupcijo. Bil je znan po svojem tako imenovanem evangeliju dela, ki je delo opisal kot obliko čaščenja. V Preteklost in sedanjost je zapisal,

Zapisano je bilo, 'neskončen pomen je v delu;' človek se z delom izpopolnjuje. Umazane džungle so odstranjene, namesto njih se dvigajo lepa setvena polja in mogočna mesta; in s tem človek sam najprej preneha biti džungla in s tem umazano nezdravo puščavo. Razmislite, kako je celo pri najbolj podlih vrstah dela vsa človekova duša sestavljena v nekakšno pravo harmonijo, takoj ko se loti dela! Dvom, želja, žalost, kesanje, ogorčenje, obup sam, vse to kot peklenski psi ležijo in oblegajo dušo ubogega dnevnega delavca, kot vsakega človeka: toda on se z svobodno hrabrostjo upogne svoji nalogi in vse to utihne, vse to se skrči in mrmra daleč v svoje jame. Človek je zdaj moški. Blagoslovljeni sij Dela v njem, ali ni kot očiščevalni ogenj, v katerem zgori ves strup in iz samega kislega dima nastane svetel blagoslovljen plamen!
V isti knjigi Carlyle ustvari lik Bobusa Higginsa, pokvarjenega izdelovalca klobas, ki uporablja konjsko meso v svojem izdelku, da bi spodkopal konkurente. V Pamfletih poslednjih dni je Bobus prikazan kot populistični manipulator, ki se podaja v politiko. Na sliki se njegov agent pojavi za Carlylovo glavo in spodbuja lokalne 'brezdelneže', da hodijo po ulicah z napisi z njegovim imenom. Na levi je plakat Glasujte za Bobusa zadel krogla blata ali fekalije in nanj s kredo napisal ne.

### Živali
Na sliki je upodobljenih več živali, predvsem hišnih psov. V spodnjem, osrednjem delu je razcapan pes mešanec, ki se druži z majhnimi otroki. Ta pes predstavlja hišnega ljubljenčka, ki bi ga imeli nižji sloji, potepuha, ki bi delal družbo lastniku. Brown označuje psa kot »trdnega demokrata«. Levo od tega je rjav pes, oblečen v pulover, domnevno v lasti, kot pravi Brown, ženske na levi z modrim senčnikom. Ta pes predstavlja bogatejši višji srednji sloj družbe. Pes je tam za družbo, pa tudi za igro in razkazovanje bogastva. Brown pravi, da demokratični pes »sovraži sluge aristokracije v rdečih jopičih«. V bližini delavcev spi tudi mladič buldoga, ki naj bi bil hišni ljubljenček enega od delavcev. Končno na zgornjem osrednjem delu slike je na konjih velik lovski pes v lasti najbogatejših moških in žensk iz višjega razreda. Ta pes je vzrejen izključno za pomoč pri lovu in edini ljudje, ki so dovolj premožni, da gredo na lov, za divjad ali šport. V daljnem ozadju je videti psa, ki renči na konje, ki vlečejo kočijo, ki bo kmalu zavila na glavno ulico, kar namiguje na morebitni prihajajoči nered.
Živali omenjajo tudi plakati na steni. Iskani plakat za vlomilca pravi, da ga običajno spremlja buldog, drug plakat pa oglašuje predavanje »profesorja Snooxa« o mačjih navadah. Na strehi sta vidni dve mački. V svojem opisu Brown pravi, da »v celoti zanikajo njegovo teorijo«.

## Kompozicija in pomen
Slika je strukturirana z vse večjim stiskanjem prostora od desne proti levi, saj podeželsko sproščenost na desni strani zamenjata zgoščeno delo na sredini in urbana simpatija na skrajni levi. Delavci v centru razbijajo ustaljeni odnos med liki in ljudi povezujejo na nove načine. Brown reproducira običajno trikotno strukturo družbenega sistema z aristokrati jahači na vrhu. Vendar so potisnjeni nazaj, obtičali in ne morejo napredovati – prisiljeni v senco v ozadju, medtem ko delavci zasedajo močno osvetljeno ospredje. Ograje okoli izkopanin ločujejo področje produktivnega dela od prostega časa, utrujenosti in neproduktivnega dela.
Kot pri večini prerafaelitskih slik, kompozicija minimizira svetlino in kopiči motive v namerno zmedenem izobilju, ki vsebuje številne hogarthovske podepizode znotraj glavne podobe (človek, ki pomiva okna; pes, ki skrbi konje, ki vodi kočijo itd.). Kompozicija je uporabljena tudi za dramatično krojenje figur in motivov, kar otežuje čitljivost prostora (roka, ki se dviga iz luknje; krojene figure za glavami intelektualcev). Carlylov nasmeh poveže gledalca v paradoksalno sodelovanje s prikazanim procesom predelave.